# Albert Lasker Special Achievement Award
De Albert Lasker Special Achievement Award is een van de vier Laskerprijzen die worden uitgereikt door de Lasker Foundation voor medisch onderzoek. 
De prijs werd in 1994 ingesteld, daar waar de andere drie sinds 1946 worden uitgereikt. Tevens wordt de prijs niet elk jaar uitgereikt. Sinds 2008 draagt de prijs ook de naam “Lasker-Koshland Special Achievement Award” als eerbetoon aan Daniel E. Koshland, Jr..

## Winnaars
- 1994: Maclyn McCarty
- 1996: Paul Zamecnik
- 1997: Victor A. McKusick
- 1998: Daniel E. Koshland, Jr.
- 1999: Seymour S. Kety
- 2000: Sydney Brenner
- 2002: James E. Darnell
- 2004: Matthew Meselson
- 2006: Joseph G. Gall
- 2008: Stanley Falkow
- 2010: David Weatherall
- 2012: Donald D. Brown en Tom Maniatis
- 2014: Mary-Claire King
- 2016: Bruce M. Alberts
- 2018: Joan A. Steitz
- 2021: David Baltimore
- 2023: Piet Borst[1][2]